# 一日市町
一日市町（ひといちまち）は、秋田県南秋田郡にあった町。現在の八郎潟町南部にあたる。本項では町制前の名称である一日市村（ひといちむら）についても述べる。

## 地理
- 湖沼：八郎潟
- 河川：馬場目川

## 歴史
- 1889年（明治22年）4月1日 - 町村制の施行により、近世以来の一日市村が単独で自治体を形成。
- 1925年（大正14年）12月1日 - 一日市村が町制施行して一日市町となる。
- 1956年（昭和31年）9月30日 - 面潟村と合併して八郎潟町が発足。同日一日市町廃止。

## 交通

### 鉄道路線
- 日本国有鉄道
  - 奥羽本線
    - 一日市駅（現・八郎潟駅）
- 秋田中央交通
  - 秋田中央交通線
    - 一日市駅